# 聖科斯姆達米安

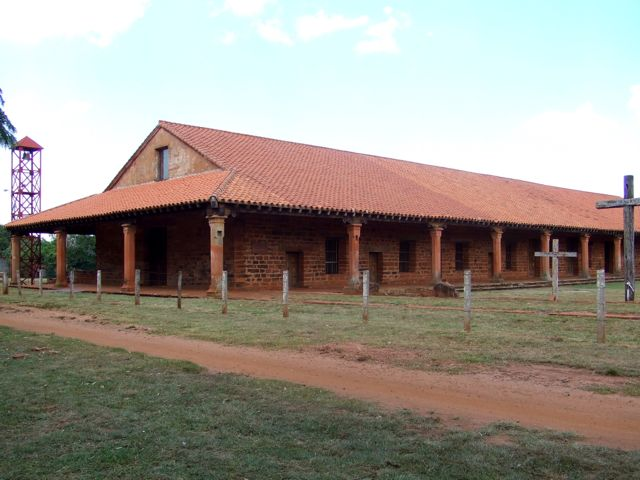

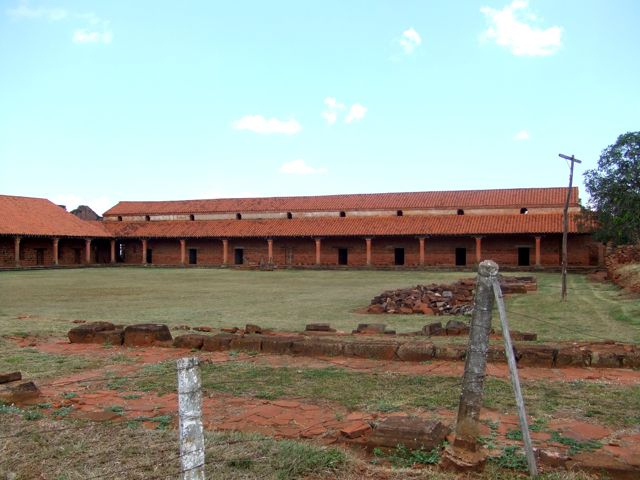

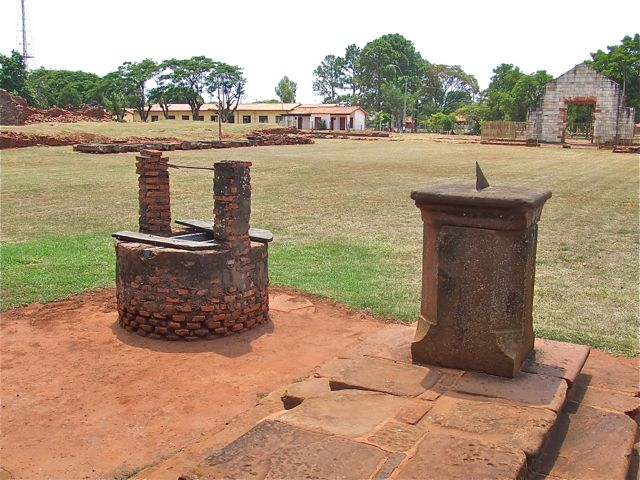

27°19′S 56°20′W / 27.317°S 56.333°W
聖科斯姆達米安（西班牙語：San Cosme y Damián），是巴拉圭的城鎮，位於該國東南部，由伊塔普阿省負責管轄，始建於1632年，面積800平方公里，海拔高度77米，2002年人口7,322，人口密度每平方公里9.15人。